# Saison 2 de The Crown
Chronologie
Saison 1 Saison 3
Cet article présente la deuxième saison de la série télévisée américano-britannique The Crown. Elle a été mise en ligne sur Netflix le 8 novembre 2017.

## Synopsis de la saison
La deuxième saison traite des relations du couple royal, de l'histoire personnelle et du passé difficile du duc d'Édimbourg, ainsi que de l'éducation du prince Charles. Les frasques de la princesse Margaret et son mariage avec Antony Armstrong-Jones sont également abordées.

## Distribution

### Acteurs principaux
- Claire Foy (VF : Adeline Moreau) : Élisabeth II
- Matt Smith (VF : Anatole de Bodinat) : Philip Mountbatten
- Vanessa Kirby (VF : Marie Tirmont) : Margaret du Royaume-Uni
- Matthew Goode (VF : Franck Monsigny) : Antony Armstrong-Jones
- Victoria Hamilton (VF : Laurence Bréheret) : Elizabeth Bowes-Lyon
- Jeremy Northam (VF : Serge Faliu) : Anthony Eden (épisodes 1 à 3)
- Anton Lesser (VF : Philippe Catoire) : Harold Macmillan
- Greg Wise (VF : Bernard Bollet) : Louis Mountbatten
- Alex Jennings (VF : Philippe Valmont) : Édouard VIII
- Lia Williams (VF : Clara Borras) : Wallis Simpson
- Julian Baring : prince Charles (adolescent)

### Acteurs récurrents
- Pip Torrens (VF : Jean-François Aupied) : Alan Lascelles dit « Tommy »
- Will Keen (VF : Pierre Tessier) : Michael Adeane
- Harry Hadden-Paton (VF : Eric Marchal) : Martin Charteris
- Clive Francis (VF : Michel Prud'homme) : Lord Salisbury
- Daniel Ings : Michael Parker (courtisan)
- Billy Jenkins : prince Charles (enfant)
- Patrick Ryecart (VF : Jean-Pol Brissart) : le duc de Norfolk
- Chloe Pirrie : Eileen Parker

### Acteurs invités
- Jared Harris (VF : Philippe Vincent) : George VI (épisode 6)
- John Lithgow (VF : Jean-Pierre Leroux) : Winston Churchill (épisode 6)

Version française :
- Société de doublage : BTI Studios
- Direction artistique : Franck Louis
- Adaptation des dialogues : Alain Berguig, Stéphane Levine

 Source et légende : version française (VF) sur RS Doublage et Doublage Séries Database

## Production

### Développement
La saison 2, produite à Londres dès octobre 2016, est diffusée depuis le 8 décembre 2017 sur Netflix et s'intéresse à l'enfance du prince Charles et à la vie du prince Philip. Michael C. Hall y interprétera le président américain John Fitzgerald Kennedy.

### Tournage
La saison a été tournée au Royaume-Uni, en Afrique du Sud et en Hongrie. 

## Liste des épisodes
1. Une mésaventure (Misadventure)
2. La Compagnie des hommes (A Company of Men)
3. Lisbonne (Lisbon)
4. Beryl (Beryl)
5. Marionnettes (Marionettes)
6. Vergangenheit (Vergangenheit)
7. Matrimonium (Matrimonium)
8. Chère Madame Kennedy (Dear Mrs Kennedy)
9. Pater familias (Pater Familias)
10. L'Homme mystère (Mystery Man)

### Épisode 2:La Compagnie des hommes (A Company of Men)
Le duc d’Édimbourg prend plaisir à son périple vers l'Australie, retrouvant l'atmosphère qu'il affectionne, celle de la Marine. Il accomplit ses obligations protocolaires sans enthousiasme, préférant les échanges directs et peu formels avec les populations insulaires du Pacifique. Pendant ce temps, l'épouse de Parker, le secrétaire particulier du duc, envisage le divorce, mais est découragée par un avocat qui comprend que la vie dissolue de son époux, preuves à l'appui, aurait des retombées sur le couple royal. Mais Eileen Parker s'obstine et obtient l'aide d'une serveuse d'un club masculin fréquenté par son époux.
Le duc d’Édimbourg remarque qu'il ne laisse pas indifférente une jolie journaliste australienne et malgré la coutume qui veut que la famille royale n'accorde pas d'interviews, il laisse Parker organiser une rencontre. L'entretien tourne mal, la journaliste le questionnant sur son père démissionnaire et sa mère schizophrène, ainsi que sur les mariages de ses sœurs avec des dignitaires nazis, rappelant à Philip Mountbatten son enfance douloureuse et solitaire. Il affronte le commandant du navire pour ramener sur son île un chef mélanésien recueilli en mer. Il obtient gain de cause et est ému par l’accueil qui lui est réservé par les autochtones. Une lettre de Parker est interceptée par l'une de ses anciennes maîtresses à Londres et remise à son épouse, laissant entendre que des relations intimes ont eu lieu entre l'équipage et leurs hôtes et que l'entourage du duc mène une vie dissolue.

### Épisode 3:Lisbonne (Lisbon)
Le Premier Ministre Eden est contraint à la démission et fait amende honorable auprès de la reine, laquelle se montre perspicace et indulgente quant à ses erreurs politiques. Le secrétaire privé de la reine échoue à faire renoncer Eileen Parker à demander le divorce. Il en informe la reine, la prévenant que la presse en fera ses choux gras et cherchera d'éventuelles infidélités du duc. Élisabeth II se rend incognito chez Eileen qui déclare ne pas vouloir être de celles qui ferment les yeux par convenance. La reine  feint de ne pas saisir l'allusion et se voit remettre la lettre qui peut porter du tort à son époux. Elle demande à Eileen de reporter la demande de divorce, mais celle-ci rétorque sèchement qu'elle en a assez d'accorder des faveurs depuis que son époux travaille pour le palais et qu’Élisabeth II n'a aucune idée des répercussions sur les familles des serviteurs de la famille royale.

### Épisode 5:Marionnettes (Marionettes)
La reine adopte une nouvelle coiffure déplaisant fortement à son époux qui lui fait remarquer sans ménagement qu'il l'aimerait plus attirante. Elle est par ailleurs affectée par le contenu d'un article écrit par le baron Altrincham, un lord progressiste, la qualifiant de moralisatrice à la voix niaise.  
Altrincham se justifie au cours d'une émission télévisée controversée, expliquant qu'il a eu l'occasion de voir la réaction négative du public lors d'une allocution de la reine dans une usine automobile. Il se présente comme un fervent monarchiste qui aimerait que la reine soit plus spontanée, meilleure oratrice et plus en phase avec son temps et ajoute qu'il a bien conscience du poids de sa tâche et que si elle est mal entourée, elle seule a la capacité de changer de conseiller. Il termine en rappelant que l'empire britannique se réduit et que nombre de pays sont passés de monarchie à république.
L'attitude posée d'Altrincham impressionne favorablement le grand public et la reine, exaspérée, envisage un changement dans sa politique de communication.
Altrincham répond à une invitation du secrétaire de la reine, mais a la surprise de constater que le rendez-vous est avec la reine, laquelle se montre remontée et railleuse, tout en sollicitant des conseils. Il lui recommande d'être plus égalitaire, d'utiliser davantage la télévision et de fréquenter un peu plus le peuple qu'elle représente. Élisabeth s'exécute, non sans réticence, tout comme sa mère qui constate amèrement la disparition progressive des pouvoirs et privilèges de la monarchie britannique, se qualifiant elle-même de marionnette.

### Épisode 6:Vergangenheit (Vergangenheit)
L'ex-roi Édouard VIII, devenu duc de Windsor, lassé de son exil doré, vient en Angleterre solliciter un emploi au service de la Couronne. La reine, en plein questionnement sur sa foi et la notion de pardon, est encline à accepter, mais au même moment, des archives compromettantes sur les relations pro-nazies du duc s'apprêtent à être rendues publiques. Informée, Élisabeth somme son oncle de se justifier ; il évoque son désir d'avoir voulu éviter une nouvelle guerre en instaurant des relations normalisées avec l'Allemagne.

### Épisode 8:Chère Madame Kennedy (DearMrsKennedy)
La venue du couple Kennedy à Londres met le pays et le palais en émoi. La réputation et la popularité de Jackie complexent la reine qui se sent vieillir. La First Lady confie à Élisabeth ses états d'âme, qui en est touchée. Un ami lui rapporte bientôt des propos peu flatteurs de Jackie, tenus en petit comité, sur son physique, son manque d'intelligence et le déclin de l'empire.
Le Ghana, membre du Commonwealth, se rapproche de l'Union soviétique. La reine maintient son idée d'une visite diplomatique, malgré l'opposition du gouvernement et de son époux, lui rappelant qu'elle n'a pas le droit de s’immiscer dans les affaires politiques. Elle rétorque qu'elle est chef du Commonwealth. Elle arrive au Ghana pour découvrir qu'un chantier stratégique vient d'être accordé aux ingénieurs russes. En posture délicate, elle renverse la situation au cours d'une soirée pendant laquelle elle effectue une danse très médiatisée avec le dirigeant ghanéen, un foxtrot. JFK saisit parfaitement que piquée au vif par les propos imprudents de son épouse, la reine s'est surpassée pour en imposer à chacun et qu'elle n'est pas une marionnette. Il en fait railleusement la remarque à Jackie et lui rappelle qu'elle doit revoir la reine prochainement. Humiliée, Jackie sollicite une audience privée au cours de laquelle elle s'excuse et se justifie par des soucis de santé, son mariage peu heureux, la jalousie de son mari face à sa popularité, ainsi que l'abus de médicaments, allant jusqu'à affirmer son admiration à la reine. 

### Épisode 10:L'Homme mystère (Mystery Man)
La reine vit une grossesse difficile. Contrainte au repos forcé, elle ne peut que constater que son époux s'absente de plus en plus souvent et part pour Balmoral, non sans avoir sermonné sa sœur dont les travaux d'embellissement gênent le voisinage. 